# Plectosphaera selenipediifolii
Plectosphaera selenipediifolii är en svampart som beskrevs av Bat., Peres & J.L. Bezerra 1967. Plectosphaera selenipediifolii ingår i släktet Plectosphaera och familjen Phyllachoraceae.   Inga underarter finns listade i Catalogue of Life.